# Chiesa della Natività di Maria (Dese)
La chiesa della Natività di Maria è la parrocchiale di Dese, frazione di Venezia (VE).

## Storia
La prima citazione di una chiesa a Dese risale al 957. Si sa che nel 1152 papa Eugenio III sancì che la pieve di Dese avrebbe dovuto dipendere dal vescovo di Treviso.
Nel 1777 la chiesa di Dese venne ristrutturata e riconsacrata. Il 15 maggio 1927 la chiesa venne ceduta dalla diocesi di Treviso al patriarcato di Venezia. Nello stesso anno si iniziò la costruzione della nuova parrocchiale, completata nel 1935. Nel 1940 venne demolita la vecchia chiesa e, nel 1985, si edificò il nuovo campanile.